# Chequers
Chequers, ou Chequers Court, é uma casa de campo situada próxima de Ellesborough, a sudeste de Aylesbury no condado de Buckinghamshire,Inglaterra, junto a "Chiltern Hills". 
É a residência de campo oficial do Primeiro-ministro do Reino Unido.